# Thomas Fanara
Thomas Fanara (Annecy, 24 aprile 1981) è un ex sciatore alpino francese specialista dello slalom gigante.

## Biografia

### Stagioni 1997-2007
Gigantista puro originario di Praz-sur-Arly e attivo in gare FIS dal dicembre del 1996, Fanara ha esordito in Coppa Europa il 12 gennaio 2001 a Saas-Fee (35º) e nello stesso anno ha preso parte ai Mondiali juniores di Verbier.
Ha debuttato in Coppa del Mondo l'11 gennaio 2005 ad Adelboden, uscendo durante la prima manche, e il 14 dicembre dello stesso anno ha colto a San Vigilio il suo primo podio in Coppa Europa (3º). Ha esordito ai Giochi olimpici a Torino 2006, senza riuscire a finire la gara, e ai Campionati mondiali a Åre 2007), dove è giunto 16º.

### Stagioni 2008-2014
Nel dicembre 2007 si è infortunato al ginocchio sinistro durante una gara di slalom speciale, fatto che l'ha tenuto lontano dalle piste per l'intera stagione. Tornato il 26 ottobre 2008, ha quindi partecipato ai Mondiali di Val-d'Isère 2009, senza completare la gara. Non ha potuto prendere parte ai XXI Giochi olimpici invernali (Vancouver 2010) a causa di un infortunio occorsogli a dicembre 2009. È tornato alle gare nel novembre del 2010 e il 19 dicembre ha conquistato il primo podio in Coppa del Mondo: 3º sulla Gran Risa dell'Alta Badia dietro a Ted Ligety e Cyprien Richard.

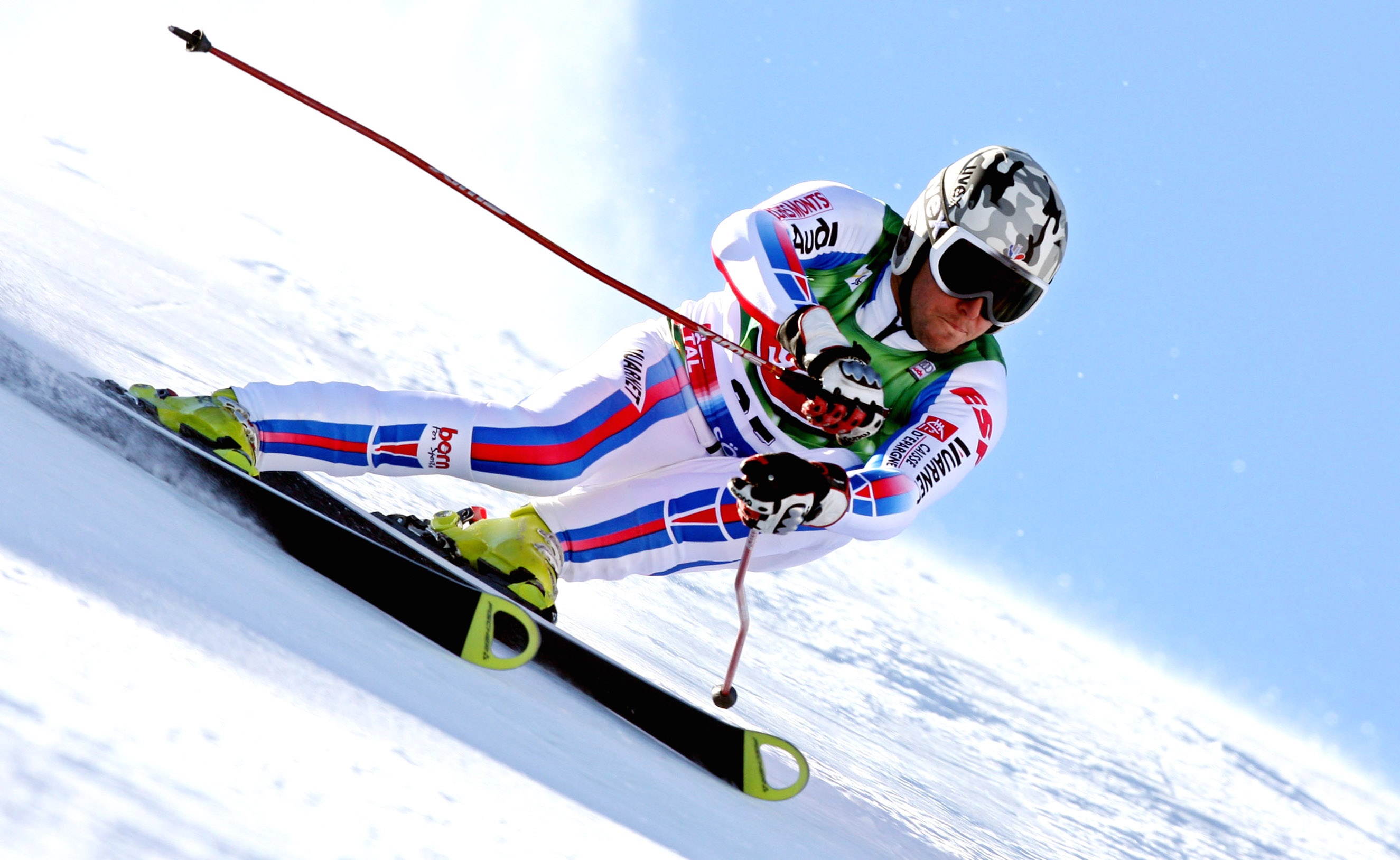
Thomas Fanara in gara a Sölden nel 2008

Nel 2011 ha vinto l'oro iridato nella gara a squadre ai Mondiali di Garmisch-Partenkirchen, dove si è anche classificato 6º nello slalom gigante; due anni dopo, nella rassegna iridata di Schladming, non ha concluso la prova. Il 19 gennaio 2014 ha colto a Zell am See la sua unica vittoria in Coppa Europa e il 26 gennaio successivo a Les Menuires l'ultimo podio nel circuito continentale (3º). Ai XXII Giochi olimpici invernali di Soči 2014 si è piazzato al 9º posto.

### Stagioni 2015-2019
Ai Mondiali di Vail/Beaver Creek 2015 non ha completato la prova; il 19 marzo 2016 ha vinto la sua unica gara in Coppa del Mondo, a Sankt Moritz. Ai XXIII Giochi olimpici invernali di Pyeongchang 2018, sua ultima presenza olimpica, si è classificato al 5º posto; l'anno successivo ai Mondiali di Åre, suo congedo iridato, non ha completato la gara.
Il 24 febbraio 2019 ha conquistato a Bansko il suo ultimo podio in Coppa del Mondo (3º); ha disputato la sua ultima gara nel massimo circuito internazionale il 16 marzo successivo a Soldeu, senza completare la prova. Al termine di quella stessa stagione 2018-2019 ha annunciato il ritiro dall'attività agonistica; la sua ultima gara in carriera è stata lo slalom speciale dei Campionati mondiali militari 2019, il 28 marzo a Galtür, non completato da Fanara.

## Palmarès

### Mondiali
- 1 medaglia:
  - 1 oro (gara a squadre a Garmisch-Partenkirchen 2011)

### Coppa del Mondo
- Miglior piazzamento in classifica generale: 23º nel 2016
- 14 podi:
  - 1 vittoria
  - 4 secondi posti
  - 9 terzi posti

#### Coppa del Mondo - vittorie
| Data          | Località     | Paese    | Specialità |
| ------------- | ------------ | -------- | ---------- |
| 19 marzo 2016 | Sankt Moritz | Svizzera | GS         |

Legenda:

GS = slalom gigante

### Coppa Europa
- Miglior piazzamento in classifica generale: 31º nel 2006
- 5 podi:
  - 1 vittoria
  - 2 secondi posti
  - 2 terzi posti

#### Coppa Europa - vittorie
| Data            | Località    | Paese   | Specialità |
| --------------- | ----------- | ------- | ---------- |
| 19 gennaio 2014 | Zell am See | Austria | GS         |

Legenda:

GS = slalom gigante

### Nor-Am Cup
- Miglior piazzamento in classifica generale: 36º nel 2008
- 2 podi:
  - 1 vittoria
  - 2 terzi posti

#### Nor-Am Cup - vittorie
| Data             | Località    | Paese       | Specialità |
| ---------------- | ----------- | ----------- | ---------- |
| 28 novembre 2007 | Winter Park | Stati Uniti | SL         |

Legenda:

SL = slalom speciale

### Campionati francesi
- 9 medaglie[4]:
  - 3 ori (slalom gigante nel 2007; slalom gigante nel 2009; slalom gigante nel 2015)
  - 4 argenti (slalom gigante nel 2006; slalom gigante nel 2013; slalom gigante nel 2014; slalom gigante nel 2016)
  - 2 bronzi (slalom gigante nel 2005; slalom gigante nel 2018)